# Список населённых пунктов городского округа Щёлково
В списке представлены населённые пункты городского округа Щёлково Московской области и их принадлежность к бывшим муниципальным образованиям упразднённого Щёлковского муниципального района. 
Перечень населённых пунктов городского округа (города областного подчинения с административной территорией), их наименование и тип даны в соответствии с Законом Московской области от 22 марта 2019 года N 34/2019-ОЗ «О границе городского округа Щёлково» и Постановлением губернатора Московской области от 15 июля 2020 г. № 329-ПГ «Об Учетных данных административно-территориальных и территориальных единиц Московской области».
В городского округ (город областного подчинения с административной территорией) входят 80 населённых пунктов, в том числе:
- 4 городских населённых пункта, из них:
  - 1 город,
  - 3 посёлка городского типа (1 дачный посёлок и 2 рабочих посёлка);
- 76 сельских населённых пунктов.

| №  | Населённый пункт         | Тип             | Население | бывшее муниципальное образование     |
| -- | ------------------------ | --------------- | --------- | ------------------------------------ |
| 1  | Щёлково                  | город           | ↗135 918  | городское поселение Щёлково          |
| 2  | Загорянский              | дачный посёлок  | ↘10 284   | городское поселение Загорянский      |
| 3  | Монино                   | рабочий посёлок | ↗20 485   | городское поселение Монино           |
| 4  | Фряново                  | рабочий посёлок | ↘12 437   | городское поселение Фряново          |
| 5  | Аксёново                 | деревня         | ↗161      | городское поселение Фряново          |
| 6  | Аксиньино                | деревня         | ↘111      | сельское поселение Огудневское       |
| 7  | Алмазово                 | деревня         | ↗89       | сельское поселение Медвежье-Озёрское |
| 8  | Афанасово                | деревня         | ↗13       | городское поселение Фряново          |
| 9  | Байбаки                  | деревня         | ↘72       | городское поселение Щёлково          |
| 10 | Бартеньки                | деревня         | ↘6        | городское поселение Фряново          |
| 11 | Бобры                    | деревня         | ↘1        | городское поселение Фряново          |
| 12 | Богослово                | деревня         | ↘614      | сельское поселение Гребневское       |
| 13 | Большие Жеребцы          | деревня         | ↘50       | сельское поселение Медвежье-Озёрское |
| 14 | Большие Петрищи          | деревня         | ↘31       | городское поселение Фряново          |
| 15 | Борисовка                | деревня         | ↘10       | сельское поселение Трубинское        |
| 16 | Булаково                 | деревня         | ↘158      | городское поселение Фряново          |
| 17 | Васильевское             | деревня         | ↘61       | городское поселение Щёлково          |
| 18 | Воря-Богородское         | деревня         | ↘121      | сельское поселение Огудневское       |
| 19 | Вторая Алексеевка        | деревня         | ↘19       | сельское поселение Огудневское       |
| 20 | Глазуны                  | деревня         | ↗17       | городское поселение Фряново          |
| 21 | Головино                 | деревня         | ↗224      | городское поселение Фряново          |
| 22 | Горбуны                  | деревня         | ↗49       | городское поселение Фряново          |
| 23 | Гребнево                 | деревня         | ↗1484     | сельское поселение Гребневское       |
| 24 | Долгое Лёдово            | деревня         | ↘839      | сельское поселение Медвежье-Озёрское |
| 25 | Дуброво                  | деревня         | ↗37       | городское поселение Фряново          |
| 26 | Душоново                 | село            | ↗223      | сельское поселение Огудневское       |
| 27 | Ерёмино                  | деревня         | →164      | городское поселение Фряново          |
| 28 | Ескино                   | деревня         | ↘39       | городское поселение Фряново          |
| 29 | Здехово                  | деревня         | ↘62       | сельское поселение Трубинское        |
| 30 | Каблуково                | деревня         | ↗135      | сельское поселение Огудневское       |
| 31 | Камшиловка               | деревня         | ↘5        | сельское поселение Гребневское       |
| 32 | Кишкино                  | деревня         | ↗11       | сельское поселение Медвежье-Озёрское |
| 33 | Клюквенный               | посёлок         | ↗555      | сельское поселение Огудневское       |
| 34 | Козино                   | деревня         | ↗14       | городское поселение Фряново          |
| 35 | Коняево                  | деревня         | ↗3        | городское поселение Фряново          |
| 36 | Корякино                 | деревня         | ↗26       | сельское поселение Гребневское       |
| 37 | Костыши                  | деревня         | ↘88       | городское поселение Фряново          |
| 38 | Костюнино                | деревня         | ↗7        | сельское поселение Гребневское       |
| 39 | Краснознаменский         | посёлок         | ↘1477     | городское поселение Щёлково          |
| 40 | Лёдово                   | деревня         | ↗77       | городское поселение Щёлково          |
| 41 | Лесные Поляны            | посёлок         | →226      | городское поселение Монино           |
| 42 | Литвиново                | посёлок         | ↗3256     | сельское поселение Трубинское        |
| 43 | Маврино                  | деревня         | ↗15       | городское поселение Фряново          |
| 44 | Малые Жеребцы            | деревня         | →24       | сельское поселение Огудневское       |
| 45 | Малые Петрищи            | деревня         | ↘81       | сельское поселение Огудневское       |
| 46 | Машино                   | деревня         | ↘4        | городское поселение Фряново          |
| 47 | Медвежьи Озёра           | деревня         | ↗5425     | сельское поселение Медвежье-Озёрское |
| 48 | Мишнево                  | деревня         | ↘217      | сельское поселение Трубинское        |
| 49 | Могутово                 | деревня         | ↘10       | городское поселение Фряново          |
| 50 | Моносеево                | деревня         | ↘41       | сельское поселение Медвежье-Озёрское |
| 51 | Мосальское               | деревня         | ↗12       | городское поселение Фряново          |
| 52 | Набережная               | деревня         | ↘314      | городское поселение Щёлково          |
| 53 | Назимиха                 | деревня         | ↘127      | сельское поселение Трубинское        |
| 54 | Никифорово               | деревня         | ↗137      | сельское поселение Медвежье-Озёрское |
| 55 | Новая Слобода            | деревня         | ↗118      | сельское поселение Гребневское       |
| 56 | Ново                     | деревня         | ↗267      | сельское поселение Гребневское       |
| 57 | Новопареево              | деревня         | ↗88       | городское поселение Фряново          |
| 58 | Новофрязино              | деревня         | ↘280      | сельское поселение Гребневское       |
| 59 | Новый Городок            | посёлок         | ↗5594     | сельское поселение Медвежье-Озёрское |
| 60 | Оболдино                 | деревня         | ↘321      | городское поселение Загорянский      |
| 61 | Образцово                | посёлок         | ↘88       | городское поселение Щёлково          |
| 62 | Огуднево                 | деревня         | ↘1155     | сельское поселение Огудневское       |
| 63 | Огудневского лесничества | посёлок         | ↘27       | сельское поселение Огудневское       |
| 64 | Орлово                   | деревня         | ↗60       | сельское поселение Трубинское        |
| 65 | Первая Алексеевка        | деревня         | ↘55       | сельское поселение Огудневское       |
| 66 | Петровское               | село            | ↗865      | сельское поселение Огудневское       |
| 67 | Протасово                | деревня         | ↘190      | сельское поселение Огудневское       |
| 68 | Рязанцы                  | село            | ↘57       | городское поселение Фряново          |
| 69 | Сабурово                 | деревня         | ↗59       | сельское поселение Гребневское       |
| 70 | Серково                  | деревня         | ↗263      | городское поселение Щёлково          |
| 71 | Соколово                 | деревня         | ↗307      | сельское поселение Медвежье-Озёрское |
| 72 | Старая Слобода           | деревня         | ↗158      | сельское поселение Гребневское       |
| 73 | Старопареево             | деревня         | ↘127      | городское поселение Фряново          |
| 74 | Степаньково              | деревня         | ↘3        | городское поселение Фряново          |
| 75 | Сукманиха                | деревня         | ↘201      | сельское поселение Трубинское        |
| 76 | Супонево                 | деревня         | ↘146      | городское поселение Загорянский      |
| 77 | Сутоки                   | деревня         | ↘56       | сельское поселение Трубинское        |
| 78 | Трубино                  | село            | ↘979      | сельское поселение Трубинское        |
| 79 | Хлепетово                | деревня         | ↗88       | городское поселение Фряново          |
| 80 | Шевёлкино                | деревня         | ↗95       | сельское поселение Медвежье-Озёрское |